# Roman Maćkowski
Roman Marian Maćkowski (ur. 24 marca 1939 w Dąbrówce, zm. 23 lutego 2022 w Warszawie) – polski działacz partyjny i państwowy, wicewojewoda kielecki (1973–1975) i wojewoda radomski (1975–1981), poseł na Sejm PRL VI kadencji (1972–1976), przedsiębiorca.

## Życiorys
Syn Józefa i Heleny. W latach 1952–1956 należał do Związku Młodzieży Polskiej, a od 1957 do 1972 do Związku Młodzieży Wiejskiej (od 1970 był jego sekretarzem i wiceprzewodniczącym). W 1958 wstąpił do Zjednoczonego Stronnictwa Ludowego (od 1976 do 1986 zasiadał w Naczelnym Komitecie tej partii, w tym od 1983 w jego prezydium, jednocześnie będąc jego sekretarzem).
Ukończył studia prawnicze na Uniwersytecie Warszawskim. Był wieloletnim pracownikiem administracji państwowej. Od 19 marca 1972 do 19 marca 1976 sprawował mandat posła na Sejm PRL VI kadencji, reprezentując okręg Ostrowiec Świętokrzyski. 29 czerwca 1972 został zastępcą przewodniczącego prezydium Wojewódzkiej Rady Narodowej. Sprawował funkcje wicewojewody kieleckiego (od grudnia 1973 do czerwca 1975) oraz wojewody radomskiego (1975–1981). Od grudnia 1982 do maja 1983 był podsekretarzem stanu w Ministerstwie Handlu Wewnętrznego i Usług. Od 13 czerwca 1986 do 30 czerwca 1990 był radcą w ambasadzie PRL w Bułgarii. 
Na początku lat 90. zatrudniony w spółkach prywatnych, następnie w Banku Gospodarki Żywnościowej (1995–1999). Był dyrektorem generalnym spółki „Universal”, zasiadał w radach nadzorczych „Ad Novum” i „Trans Universal Poland”. W 2006 został prezesem zarządu Unicum Investments Group Sp. z o.o. (a w 2017 jej likwidatorem).
Odznaczony m.in. Krzyżem Kawalerskim Orderu Odrodzenia Polski oraz Orderem Sztandaru Pracy I klasy (NRD, 1986).
Pochowany na Cmentarzu Wolskim w Warszawie.